# アルクィン数
アルクィン数とは、: {\displaystyle {\frac {x^{3}}{(1-x^{2})(1-x^{3})(1-x^{4})}}=x^{3}+x^{5}+x^{6}+2x^{7}+x^{8}+3x^{9}+\cdots .}の冪級数の係数の数列であり、アルクィンにちなんでアルクィン数と呼ばれる。。
数列は
0, 0, 0, 1, 0, 1, 1, 2, 1, 3, 2, 4, 3, 5, 4, 7, 5, 8, 7, 10, 8, 12, 10, 14, 12, 16, 14, 19, 16, 21 ...オンライン整数列大辞典の数列 A005044
と続く。
n 番目のアルクィン数は、外周が n であるすべての辺が整数である三角形の数に対応する。外周が n +6 である、全ての辺の長さが互いに異なる整数である三角形でもある（それぞれの辺の長さに 1, 2, 3を足す）。代数的には、 1 ≤ a < b < c < a + b, a + b + c = n + 6 となる(a, b, c) の組の数である。
最初の3つの0を除いた数列は、それぞれ n 個の空の樽、ワインが半分入った樽、そして満杯の樽を、樽とワインの量が等しくなるように3人に配ることができる方法の数である。この問題は、アルクィンの『Propositiones ad Acuendos Juvenes』（『Problem to Sharpen the Young 』）の問12の一般化である。
この本では、
問 12: ある父親がなくなり、その息子3人に、30個のフラスコを相続することとなった。そのうち10個は油で満たされ、また10個は油が半分だけ入っており、残り10個はからであった。フラスコと油を等しく相続せよ。
という形で掲載され、アルクィン数の 10+3 個目に対応する。そのため、5通りの解が存在する（1*5+0*5, 1*5+0*5, 0.5*10）（1*5+0*5, 1*4+0.5*2+0*4, 1*1+0.5*8+0*1）（1*5+0*5, 1*3+0.5*4+0*3, 1*2+0.5*6+0*2）（1*4+0.5*2+0*4, 1*4+0.5*2+0*4, 1*2+0.5*6+0*2）（1*4+0.5*2+0*4, 1*3+0.5*4+0*3, 1*3+0.5*4+0*3）
アルクィン数列という言葉は、1993年に出版された、数学ゲームを扱ったD. Olivastro の本『Ancient Puzzle: Classical Brainteasers and Other Timeless Mathematical Games of the Last 10 Centuries』に遡る。
最初の3つの0を除いたアルクィン数列は、
{\displaystyle {\frac {1}{(1-x^{2})(1-x^{3})(1-x^{4})}}=1+x^{2}+x^{3}+2x^{4}+x^{5}+3x^{6}+\cdots }
の係数に一致する。この数列の方を単に「アルクィン数列」と呼ぶこともある。
また、閉形式では n 番目の（0を除かない場合 n + 3 番目）アルクィン数は
{\displaystyle {\frac {1}{288}}\left(6n^{2}+54n+107+(-1)^{n}\left(18n+81+64\cos \left({\frac {1}{3}}\pi n\right)\right)+36\left(\cos \left({\frac {1}{2}}\pi n\right)-\sin \left({\frac {1}{2}}\pi n\right)\right)\right)}
である。